# Chengdu Aircraft Industry Group
Chengdu Aircraft Industry Group (CAIG, в переводе «Авиастроительная группа Чэнду») — китайская авиастроительная корпорация, дочернее предприятие государственного холдинга AVIC. Специализируется на производстве боевых истребителей (в том числе самолётов-невидимок пятого поколения), беспилотных летательных аппаратов, авиадвигателей, а также бизнес-джетов и инструментов. Является вторым по величине производителем истребителей в Китае после Shenyang Aircraft Corporation.
В состав Chengdu Aircraft Industry Group входят завод фюзеляжей (Чэнду), завод авиадвигателей (Чэнду), завод авионики (Чэнду), завод авиационных комплектующих (Чэнду), Авиастроительный НИИ № 611 (Чэнду), испытательная площадка на авиабазе Вэньцзян (Чэнду) и промышленный парк военных и коммерческих БПЛА (Цзыгун). Кроме того, в пакистанском городе Камра ведётся лицензионная сборка истребителей-бомбардировщиков JF-17 Thunder. 

## История
Компания CAIG основана в 1958 году в городе Чэнду (Сычуань) как государственный авиазавод № 132. Его строительство велось с помощью советских инженеров и завершилось в 1964 году. На предприятии было занято свыше 10 тыс. человек. Первым самолётом стал J-5, который в 1966 году был модернизирован в модель FT-5. С началом Культурной революции в 1966 году и до 1972 года завод находился под контролем военных. В 1970 году в Чэнду был основан научно-исследовательский институт авиастроения и началось производство первого поколения истребителя Chengdu J-7, а в 1975 году — второго поколения. В 1979 году завод № 132 был переименован в Chengdu Aircraft Company.
С начала 1980-х годов компания начала экспортировать самолёты за рубеж, а также выпускать гражданскую продукцию (в том числе мотоциклы, автомобили, сельскохозяйственную технику и инструменты). В 1984 году начался выпуск модели J-7M, в 1985 году открылся новый цех с годовой производственной мощностью почти двести истребителей серии J-7.
В 1989 году Chengdu Aircraft Company была преобразована в Chengdu Aircraft Industrial Corporation, в 1991 году компания начала поставки деталей для McDonnell Douglas MD-80. В 1992 году заводы по производству мотоциклов и домкратов были переданы под контроль новой компании, а завод по выпуску автодеталей реорганизован. К 1995 году компания поставляла комплектующие не только ведущим компаниям США (McDonnell Douglas и Boeing), но также в Южную Корею и Сингапур.
Во второй половине 1990-х годов всё более возрастала роль экспортных поставок, в том числе вертикального и горизонтального оперения для Airbus A320 и Boeing 757, а также различной авионики. В 1998 году Chengdu Aircraft Industrial Corporation начала выпуск истребителя третьего поколения Chengdu J-10, в 2002 году завершилась совместная с Пакистаном разработка модели Chengdu FC-1 Xiaolong. Позже началось производство истребителей J-7G, топливных баков для Dassault Falcon 2000 и комплектующих для Northrop Grumman Corporation. В 2008 году в ходе реорганизации китайской авиационной промышленности CAIG вошла в состав государственного холдинга AVIC.    

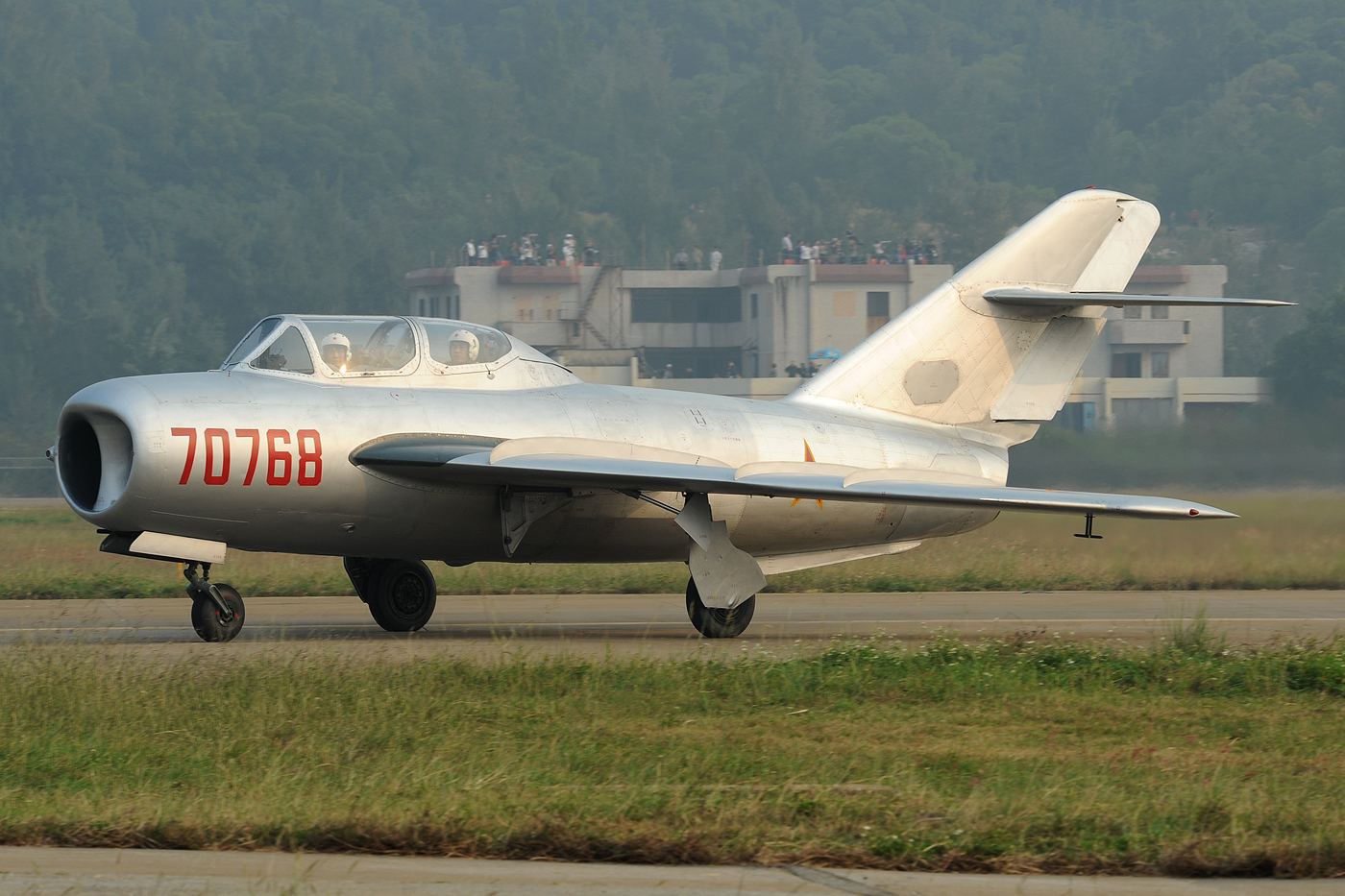
Chengdu J-5
Chengdu J-7

## Продукция
- Истребители Chengdu J-7, Chengdu J-10 и Chengdu J-20[7]
- Истребители-бомбардировщики Chengdu FC-1 Xiaolong
- Беспилотные разведывательные и ударные летательные аппараты Chengdu Xianglong, Wing Loong 1, Wing Loong 2 и Chengdu Sky Wing[8][9]
- Бизнес-джеты CBJ800 Pegasus
- Носовые отсеки для COMAC ARJ21 Xiangfeng
- Входные и выходные двери для Boeing 737
- Элероны и спойлеры для Boeing 747
- Хвостовое оперение и части фюзеляжа для Boeing 757
- Композитные рули для Boeing 787 Dreamliner
- Хвостовое оперение и двери для Airbus A340
- Запасные части для McDonnell Douglas MD-90
- Турбореактивные двигатели WP6 и WP13
- Запасные части для двигателей РД-9, Р-13-300, РД-500 и Pratt & Whitney JT8D

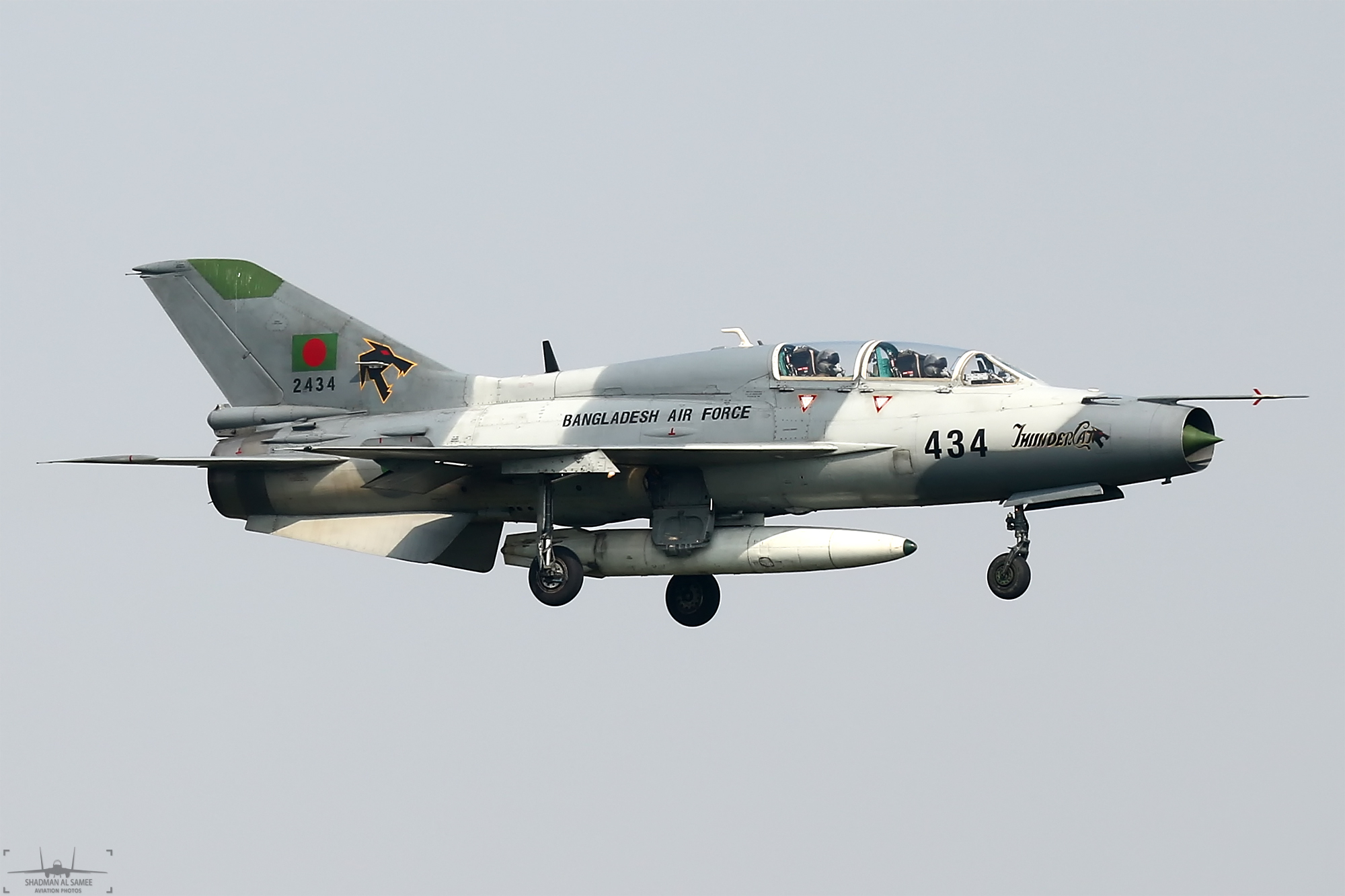
Chengdu J-7
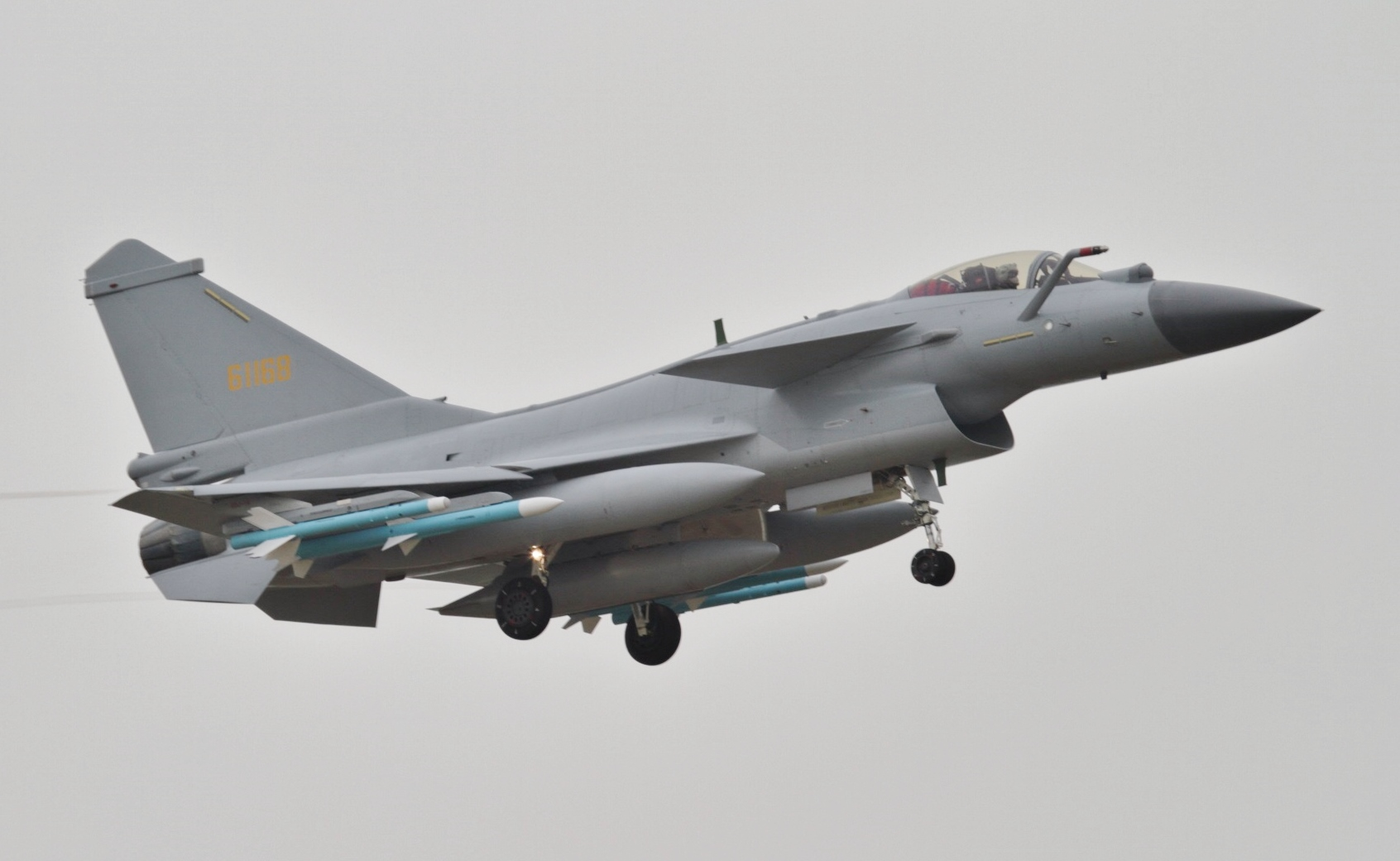
Chengdu J-10B
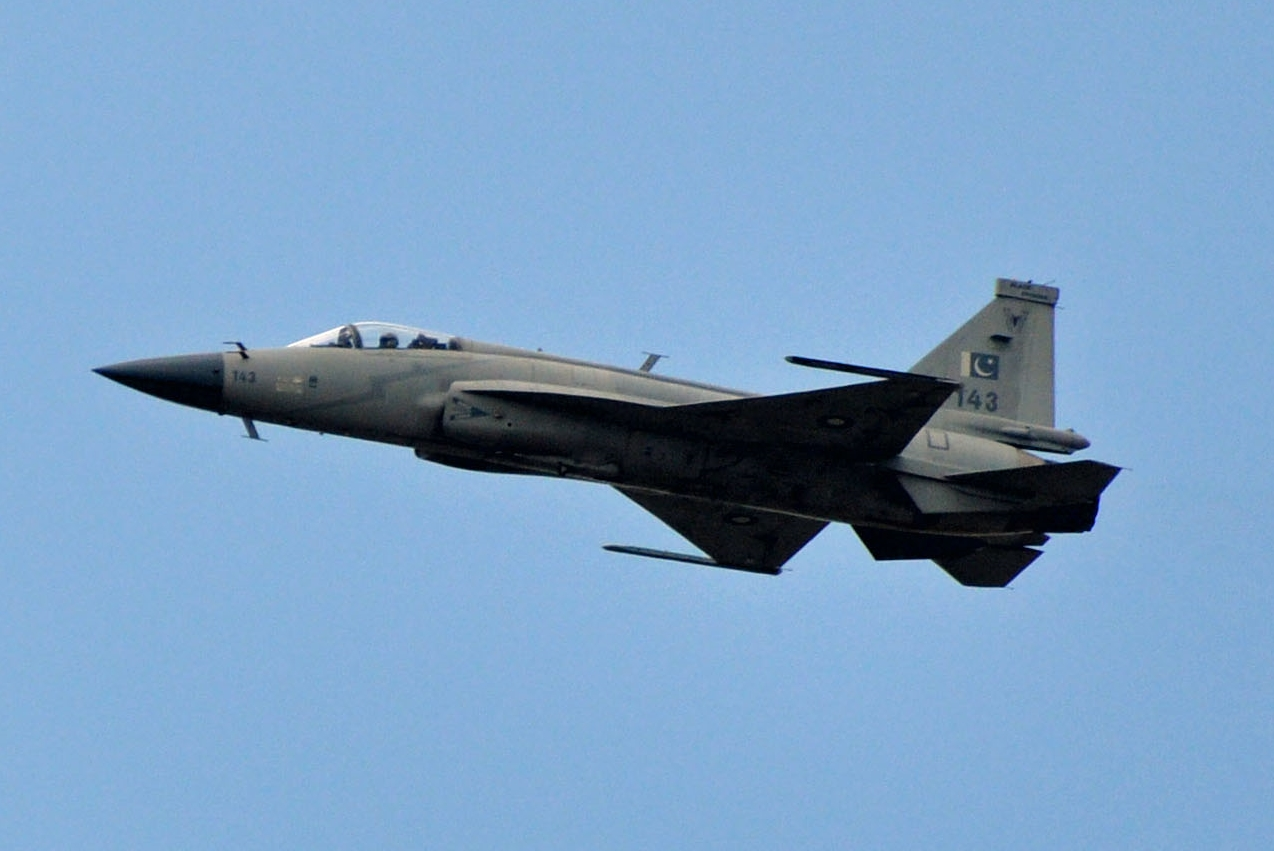
Chengdu FC-1
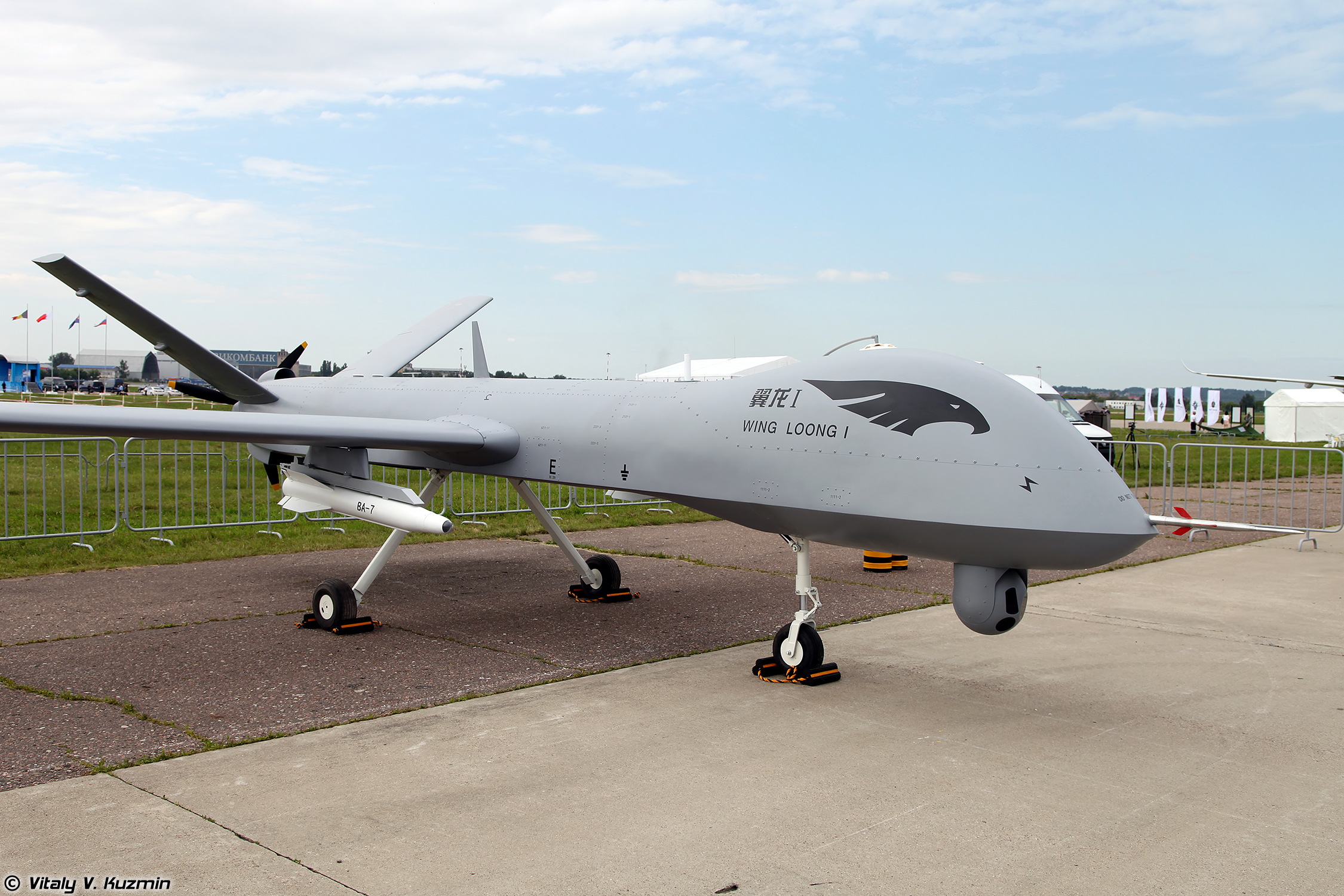
Wing Loong II